# Kloster Paradies (Schweiz)

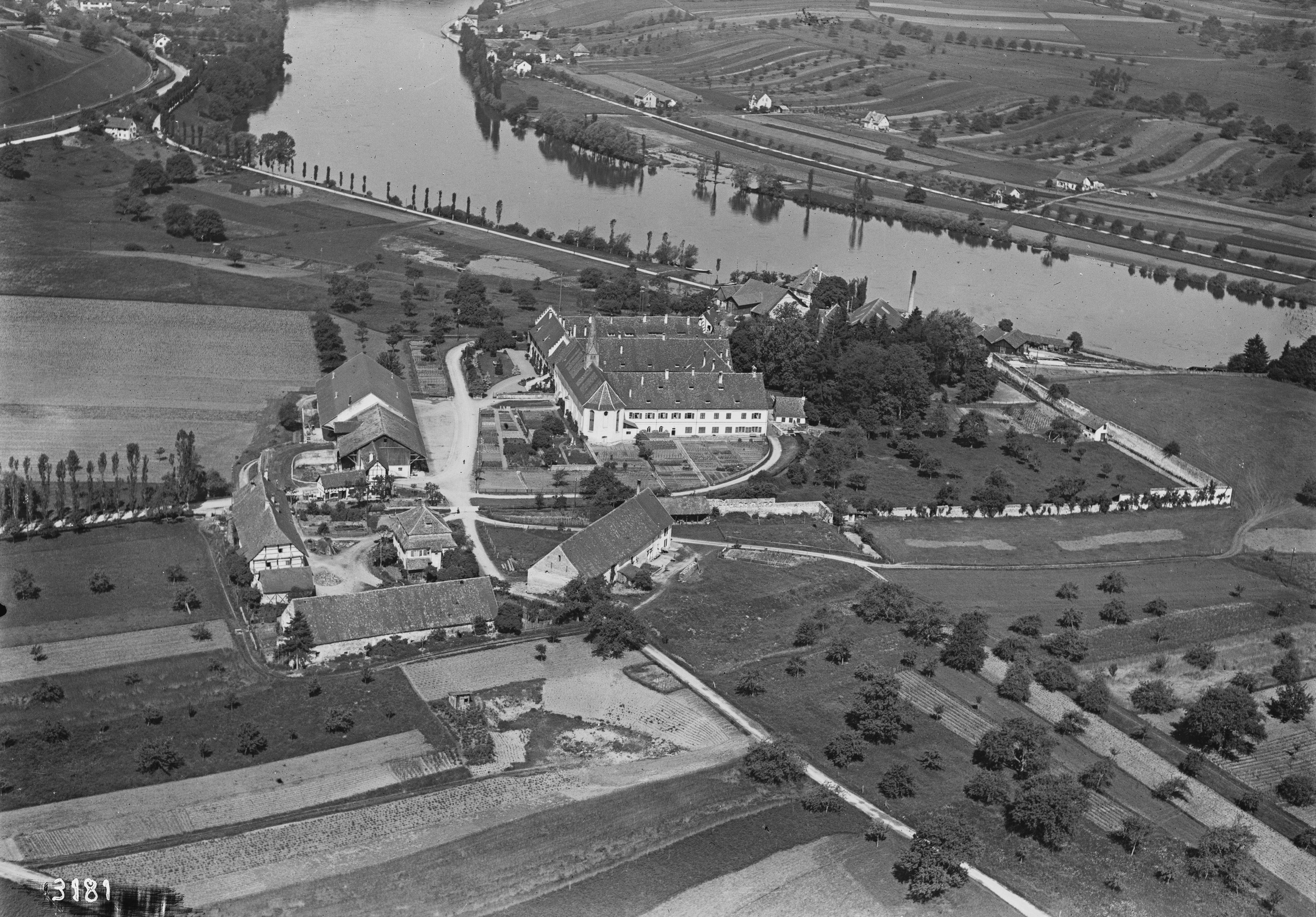
Luftaufnahme des Klosters Paradies von 1922

Das Kloster Paradies liegt in Altparadies in der Gemeinde Schlatt im Schweizer Kanton Thurgau. Ursprünglich als ein Frauenkloster von Klarissen gegründet, beherbergen die Gebäude heute ausser der Kirche die Eisenbibliothek, das Ausbildungszentrum und ein Magazin des Konzernarchivs der Georg Fischer AG.

## Geschichte

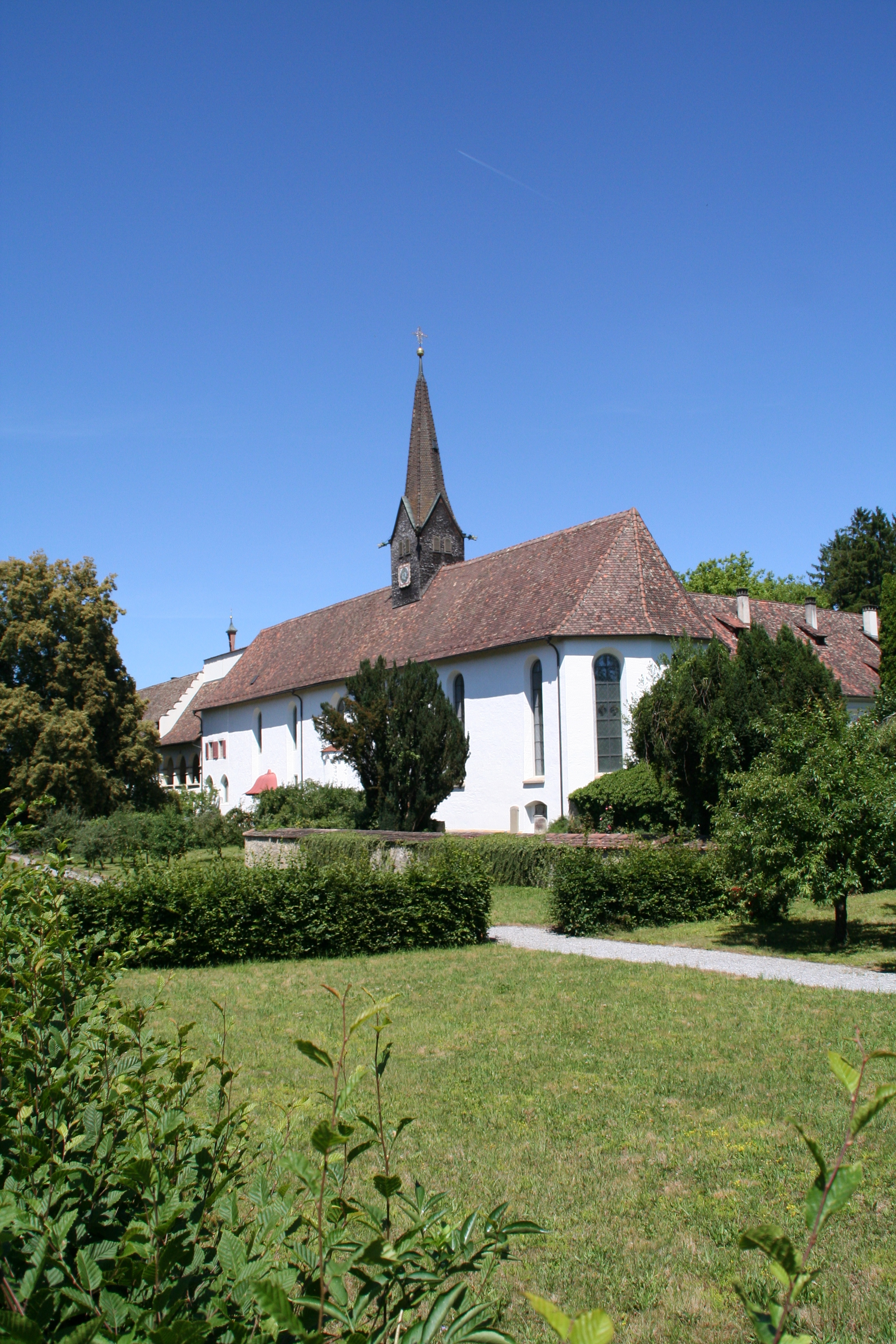
Klosterkirche St. Michael Paradies (Ansicht von Osten)

Der Orden der Klarissen wurde von Klara von Assisi gegründet und gehört zu den franziskanischen Orden. Am 6. Dezember 1253 schenkte Graf Hartmann IV. von Kyburg der Äbtissin und dem Kloster Paradies bei Konstanz sein ganzes Eigentum am Dorf Schwarzach. Diese Schenkung war problematisch, weil gewisse geschenkte Güter als Lehen in den Händen seiner Vasallen waren. Der Graf appellierte an die Lehnsmänner, ihre Rechte dem Kloster um Gotteswillen abzutreten oder sie zu verkaufen. Die Verlegung des Klosters Paradies von Konstanz nach Schwarzach wurde in der Folge bis zur Bereinigung der Schenkung aufgeschoben. Im Jahre 1257 wurde die Schenkung schlussendlich mit einer von Hartmann aufgesetzten Urkunde rechtskräftig. Diese Urkunde kann man als endgültiges Gründungsdokument des neuen Klosters Paradies in Schwarzach ansehen. Der Name des Klosters wanderte wohl mit den übersiedelnden Nonnen von Konstanz mit. Sowohl der Bau als auch die Übersiedelung wurden in keiner Weise chronikalisch festgehalten.
Ab 1324 gehörte das Kloster der Schirmvogtei Schaffhausen. Später übernahm das Städtchen Diessenhofen die Rechtsansprüche der Truchsessen von Diessenhofen auf die Klostervogtei. In den Wirren der Reformation musste der Klosterbetrieb eingestellt werden resp. wurde im neuen Glauben weitergeführt. Die Äbtissin Anastasia von Fulach wehrte sich ab 1524 energisch gegen die Säkularisationsbestrebungen Schaffhausens, musste aber bald Zwangsverkäufe von Vogteirechten hinnehmen. Um 1574 gingen die Hoheitsrechte an die Eidgenössischen Orte über. 1578 wurde das Kloster neubegründet. Kaum war die Krise der Reformationszeit überwunden, liess am 11. November 1587 eine Feuersbrunst das ganze Kloster, mit Ausnahme des Torhauses, niederbrennen: Das closter Paradyss hatt angfanngen brünen sambstag, den 11. November, umb die achte vor mitag und hatt den gannzen tag brunen; die wyl ein starker west wind das füer getriben und ye lännger ye mehr angezündt hatt. Der Wiederaufbau des zerstörten Klosters nahm fast zwei Jahrzehnte in Anspruch. Die Äbtissin Agatha Vonmentlen erwirkte 1640 von Kaiser Ferdinand III. ein Privileg, das dem Kloster Paradies Besitz und Rechte bestätigte.
Im Zusammenhang mit den Koalitionskriegen kam es auch bei diesem Kloster zu Einschnitten. So war es im Mai 1799 das Hauptquartier von Erzherzog Karl von Österreich-Teschen. In der Helvetischen Republik wurde dem Kloster verboten, Novizinnen aufzunehmen, und das Klostervermögen wurde beansprucht. Auch die Restauration von 1815 änderte nicht viel, die Anzahl der Konventualinnen nahm stetig ab. Die finanzielle Situation war schwierig und das Kloster hoch verschuldet. Es wurde zwar versucht, dem Kloster eine gemeinnützige Aufgabe als Schule oder Krankenanstalt zu übergeben, dies schlug aber fehl. So beschloss der Kanton Thurgau 1836 die Aufhebung des Klosters. In der Folge wurde das Klostergut versteigert und kam am 1. Juli 1837 als ganzes in die Hände des Diessenhofer Unternehmens Melchior Wegelin.
1918 kaufte die Georg Fischer AG das Klostergut und die umliegenden Gutsbetriebe für umgerechnet 300'000 Schweizer Franken. Die Idee dahinter war, der allgemeinen Lebensmittelknappheit im Ersten Weltkrieg zu entgehen und die Versorgung der Mitarbeiter sicherzustellen. Anlässlich des 150-jährigen Jubiläums der Georg Fischer AG wurde 1952 die gesamte Klosteranlage umfassend restauriert. Heute befinden sich dort die Eisenbibliothek, eine Stiftung der Georg Fischer AG und die einzige Fachbibliothek der Schweiz zum Thema Eisenverarbeitung, sowie das Ausbildungszentrum der Georg Fischer AG. Die ehemalige Klosterkirche ist heute die Pfarrkirche der katholischen Gemeinde Schlatt-Paradies im Seelsorgeverband Diessenhofen-Basadingen-Paradies. Die übrigen Gebäude (u. a. der verpachtete Bauernhof, die Wohngebäude und das Restaurant Paradies) gehören der Georg Fischer AG in Schaffhausen.

## Klosterbibliothek
Über die Klosterbibliothek ist wenig bekannt. Aus Angst vor einer Plünderung des Klosters in der unruhigen Reformationszeit brachten die Klosterfrauen ihre Schätze 1524 nach Schaffhausen. Nach dem Übertritt zum neuen Glauben stellte Schaffhausen das Kloster unter Zwangsverwaltung. Auch nach dem Verlust der Schirmherrschaft über das Kloster wollte Schaffhausen die Bücher nicht zurückgeben. Es behauptete, diese seien nicht mehr vorhanden. Ein Teil der Sammlung war in die Pfarrerbibliothek, die spätere Ministerialbibliothek, eingegliedert worden, ein anderer Teil angeblich nach Zürich oder Basel verkauft worden. So lässt sich der Paradieser Bestand nicht mehr eindeutig identifizieren.
Vier Handschriften befinden sich in der Stadtbibliothek Schaffhausen, namentlich folgende zwei:
- Ministerialbibliothek, Min. 98: Breviarium OFM (pars hiemalis), in der Literatur früher auch als Horae canonicae bezeichnet (Beschreibung und Digitalisat[10])
- Ministerialbibliothek, Min. 99: Breviarium OFM (pars aestivalis), in der Literatur früher auch als Horae canonicae bezeichnet (Beschreibung und Digitalisat[11])

## Landwirtschaftlicher Gutsbetrieb

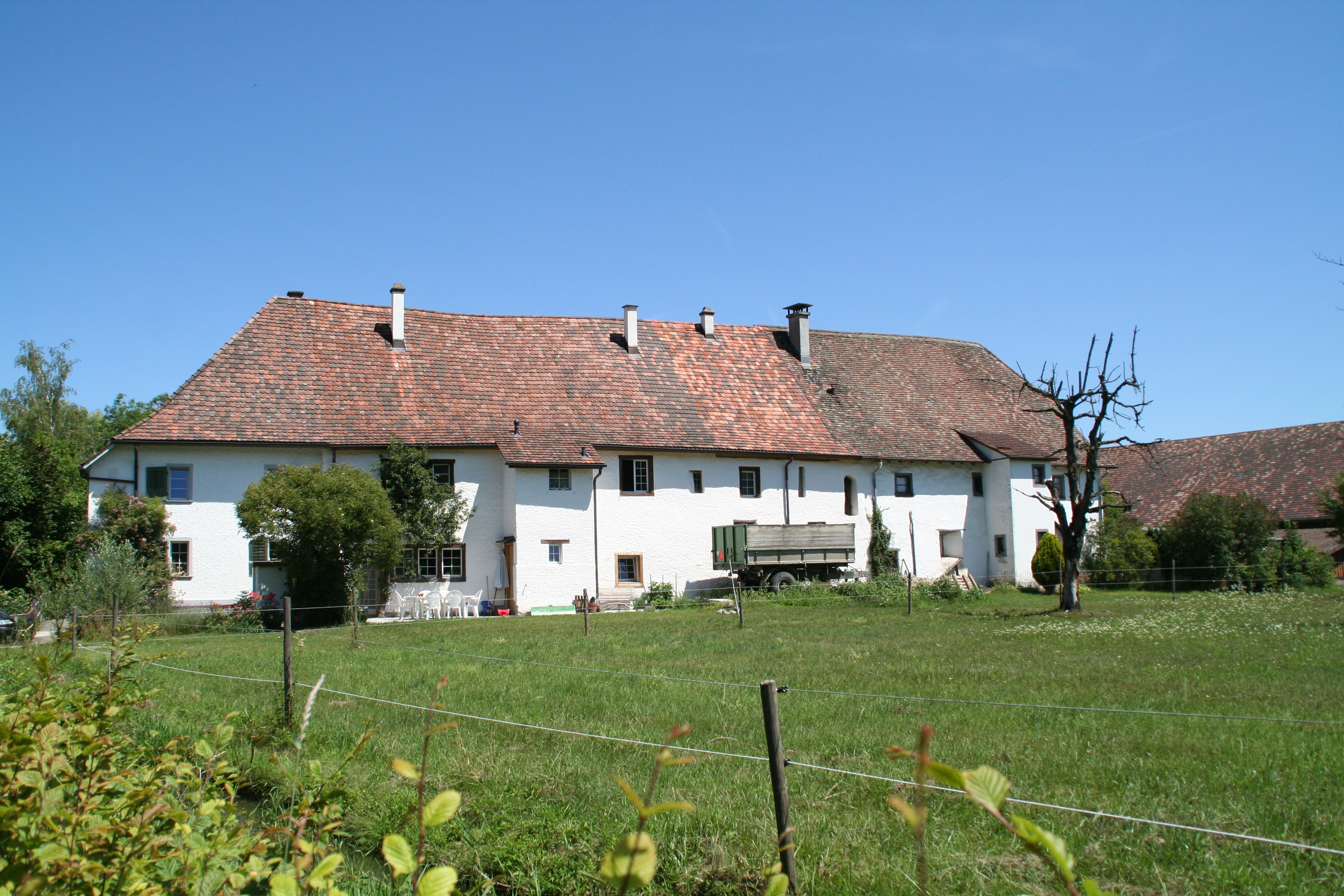
Gutsbetrieb

Früher waren die meisten Klöster Selbstversorger und somit auf einen oder mehrere landwirtschaftliche Gutsbetriebe angewiesen. Der Gutsbetrieb des Klosters Paradies umfasste vor der Säkularisation um 1803 rund 500 Hektar Wald, Äcker und Wiesen und auch verschiedene Gebäude wie eine Stallung, eine Mühle in Kundelfingen und eine Säge. 
Heute umfasst der Gutsbetrieb noch 65 Hektar Wiesen und Äcker, jedoch keinen Wald mehr. Die Hälfte davon wird landwirtschaftlich genutzt. Die Wiesen ernähren 50–60 Stück Simmentaler Fleckvieh und geben ihnen Auslauf. Es werden auch Pferde, Schweine und Hühner gehalten. Der Verwalter dieser Ackerfläche wohnte mit seiner Familie im Südwestflügel des Klosters. Nach seinem Weggang blieb die Wohnung lange Zeit leer. 2010 wurde diese komplett renoviert, nun dient der eine Teil als Büro, der andere Teil als Wohnung.

## Kirche

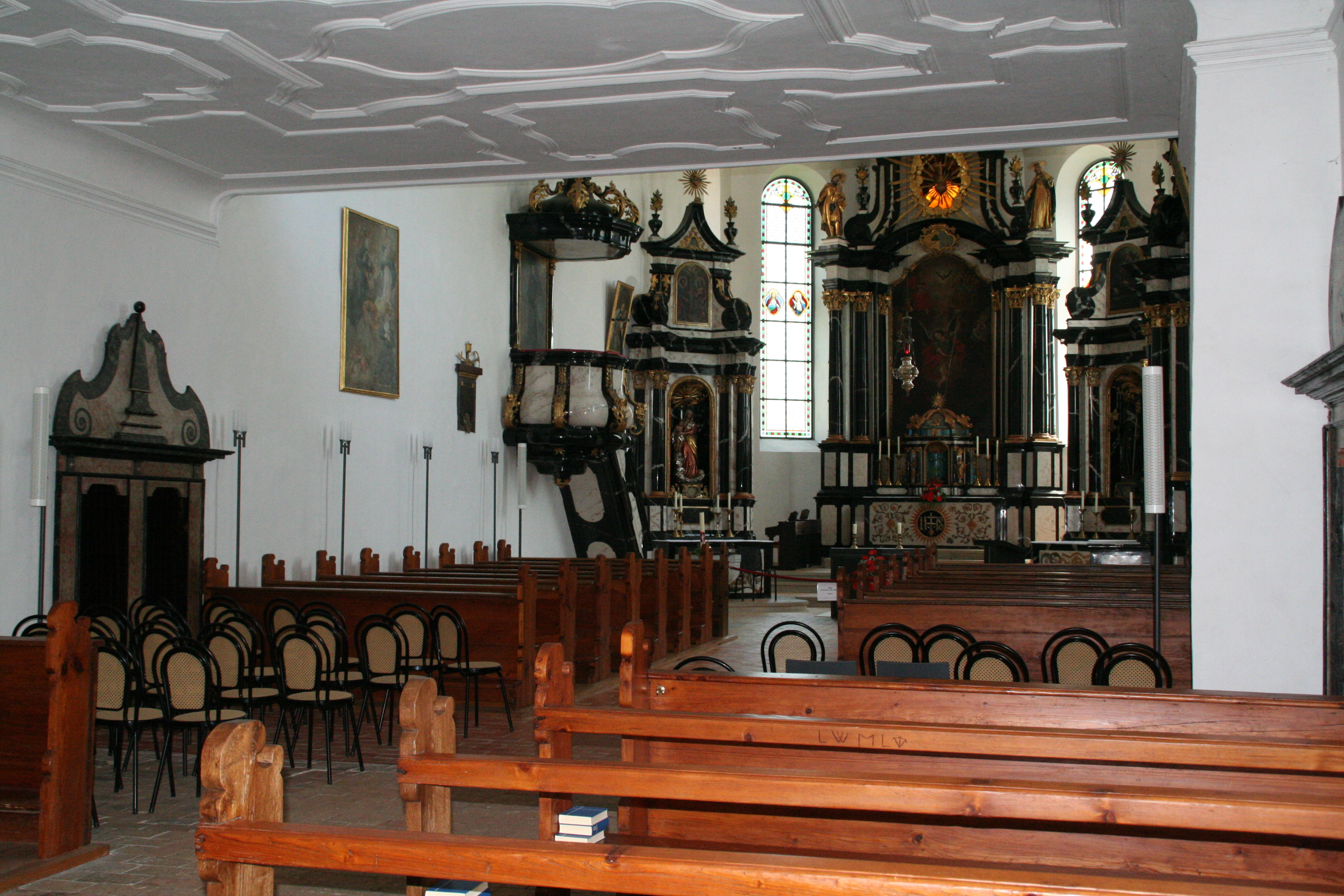
Innenraum der Klosterkirche

Die Kloster- und Pfarrkirche St. Michael wurde 1587 nach franziskanischen Bauvorschriften für Bettelorden erbaut, die eine möglichst einfache Bauweise fordern. Deshalb durfte sie keinen Turm, sondern nur einen Dachreiter aufweisen. Durch eine Spitzbogentüre betritt man das lang gestreckte Kirchenschiff. In der dem Erzengel Michael geweihten Kirche konnten auch Laien an den Gottesdiensten teilnehmen. Die Klausurvorschriften erforderten daher, dass für die Nonnen eine Empore gebaut wurde, die sie direkt aus dem Kreuzgang betreten konnten. 1726 wurde eine stützenlose grosse Empore eingebaut, welche die gesamte Westhälfte der Kirche einnimmt.